# Mus neavei
Il topo di Neave (Mus neavei Thomas, 1910) è un roditore della famiglia dei Muridi diffuso nell'Africa meridionale.

## Descrizione
Roditore di piccole dimensioni, con la lunghezza della testa e del corpo tra 45 e 110 mm, la lunghezza della coda tra 35 e 100 mm, la lunghezza del piede di  mm, la lunghezza delle orecchie di  mm e un peso fino a 18 g.

La pelliccia è ruvida. Le parti superiori sono fulve, cosparse di peli nerastri sulla parte centrale della schiena. Le parti ventrali sono bianche. La linea di demarcazione lungo i fianchi è netta. Il colore sul capo ed intorno agli occhi è più chiaro. La coda è più corta della testa e del corpo.

## Biologia

### Comportamento
È una specie terricola. 

## Distribuzione e habitat
Questa specie è diffusa nello Zambia sud-orientale e nella provincia sudafricana del Limpopo. Probabilmente è anche presente nella Repubblica Democratica del Congo sud-orientale, nello Zimbabwe e Tanzania meridionali e nel Mozambico occidentale.
Vive nelle savane e nei prati montani.

## Conservazione
La IUCN Red List, considerato che c'è incertezza sull'effettiva diffusione, la sua storia naturale, le eventuali minacce e lo stato di conservazione, classifica M.neavei come specie con dati insufficienti (DD).